# Мария I дьо Бери
Мария I дьо Берѝ (на френски: Marie de Berry; * ок. 1375, † юни 1434, Лион, Кралство Франция), известна и като Мария дьо Валоа (на френски: Marie de Valois) и Мария Овернска (на френски: Marie d’Auvergne), е херцогиня на Оверн от 1416 г., графиня на Монпансие, чрез брак херцогиня на Бурбон, френска принцеса по време на Стогодишната война.

## Произход
Тя е най-малката дъщеря на принц Жан I дьо Валоа Великолепни (* 1340, † 1416), херцог на Бери и Оверн, брат на френския крал Шарл V, и на първата му съпруга Жана д’Арманяк (* 1348, † 1388), дъщеря на Жан I, граф на Арманяк. Неин дядо по бащина линия е кралят на Франция Жан II. Има трима братя и три сестри:
- Бона (* 1367, † 1435), виконтеса на Карла и на Мюра, чрез брак графиня на Савоя, съпруга на Амадей VII, граф на Савоя, и на братовчед си Бернар VII, граф на Арманяк
- Жана (док. 1373 – 1375), починала млада
- Шарл (* 1371, † 1383), граф на Монпансие
- Беатриса († 1974 като бебе)
- Жан II (* 1375 или 1376, † 1397), граф на Монпансие (1386 – 1397)
- Луи (* 1364, † 1383)

## Биография

### Графиня-консорт на Шатийон
Първият от трите брака на Мария се състои на 29 май 1386 г. в катедралата „Сен Етиен“ в Бурж: на около 11 години тя се омъжва за Луи III дьо Блоа-Шатийон. Бащата ѝ ѝ дава зестра от 70 000 франка; той дава на зет си Луи Графство Дюноа. Бракът и сватбената рокля са уредени от двамата бащи през 1384 г.: „Единият херцог ще я облече в леглото и извън него, а граф ще ѝ сложи бижутата“, се споразумяват Жан I, херцог на Бери, и Гиг II, граф на Блоа-Шатийон. Празненствата на сватбата са описани в Хрониките на Жан Фроасар. От този брак няма деца и Луи умира на 15 юли 1391 г. на 14-годишна възраст.

### Графиня-консорт на Йо
На 27 януари 1393 г. е съставен брачният договор за Мария и Филип д'Артоа, граф на Йо. Те се женят на следващия месец в Двореца Лувър в Париж. Самият френски крал Шарл VI плаща за тържествата, а баща ѝ дава зестра от 70 000 франка. Те имат двама сина и две дъщери. Кралят назначава Филип за конетабъл на Франция през 1392 г.
Филип тръгва на кръстоносен поход и се бие заедно с приятеля си Жан Льо Менгр („Бусико“), маршал на Франция в катастрофалната битка при Никопол на 25 септември 1396 г. И двамата са заловени и Филип умира няколко месеца по-късно в плен в Михаличик, Западна Турция, без да е в състояние да плати откупа.
След смъртта му тялото му е върнато в родния му град Йо и Мария дава годишно дарение на Колегиална църква „Нотр Дам и Сен Лоран“ за литургия, която да се отслужва там на 17 юни всяка година в негова памет. Синът им Филип умира на 23 декември същата година и също е погребан в Йо. Заедно с овдовялата си снаха, Жана от Туар, Мария е назначена за настойник на трите оцелели деца от брака ѝ с Филип: Шарл, Бона и Катерина. На възраст около 3 г. Шарл наследява баща си като граф на Йо. Приходите му се държат за него до навършване на пълнолетие от трима попечители: самата Мария, баща ѝ и чичо ѝФилип II Смели, херцог на Бургундия.

### Херцогиня-консорт на Бурбон
Мария се омъжва за третия си съпруг, графът на Клермон Жан I дьо Бурбон в кралския дворец (Пале дьо Ситè) в Париж на 21 юни 1401 г. Договорът е подписан в Париж на 27 май 1400 г. след сложни преговори. Тя му ражда три деца.
Жан I дьо Бурбон е назначен за Велик шамбелан на Франция на 18 март 1408 г. и наследява баща си при смъртта му като херцог на Бурбон на 19 август 1410 г. През 1413 г. той се присъединява към партията на арманяките. Жан I е с крал Шарл VI при обсадата на Компиен и после на Арас през 1414 г. Бащата на Мария е убедил краля да не се бие в битката при Аженкур на 25 октомври 1415 г., но съпругът на Мария се бие и командва авангарда. Той е взет в плен от англичаните. Остава цели 18 г. (до смъртта си през 1434 г.) затворник на англичаните поради невъзможността си да плати искания откуп. По време на тази битка най-големият син на Мария дьо Бери – Шарл д'Артоа, граф на Йо, също е пленен (той остава в плен на англичаните в продължение на 23 г., които го освобождават едва през 1438 г.); освен това нейният зет Филип Бургундски (съпруг на дъщеря ѝ Бона д'Артоа) е убит осем дни след като Бона ражда сина им Жан. Именно след тези нещастия Кристина Пизанска му посвещава около 1416 – 1418 г. своето Epistre de la Prison de Vie Humane.

### Херцогиня на Оверн и графиня на Монпансие
И тримата братя на Мари са мъртви преди 1400 г., което обяснява сложността на преговорите за третия ѝ брак: тя и по-голямата ѝ сестра Бона трябва да бъдат наследници на титлите на баща им Жан дьо Бери, което изисква кралско съгласие. Баща им умира на 15 юни 1416 г. (по това време съпругът на Мария вече е затворник в Англия). Мария съответно е номинирана за херцогиня на Оверн и графиня на Монпансие на 26 април 1418 г.; тези титли са потвърдени през 1425 г.
На 17 януари 1421 г., от своя английски затвор, Жан I дьо Бурбон делегира на съпругата си Мария дьо Бери управлението на цялото си имущество по време на затвора (докато чака синът им Шарл дьо Бурбон да навърши пълнолетие).
През 1422 г. Мари дьо Бери основава манастир в Егперс в присъствието на сина си Шарл дьо Бурбон и на Св. Колета от Корби. През 1425 г. тя омъжва сина си Шарл за Агнес Бургундска, дъщеря на Жан Безстрашни, херцог на Бургундия (и сестра на херцог Филип III Добрия). Същата година дъщеря ѝ Бона д'Артоа (омъжена повторно за Филип II, херцог на Бургундия) умира при раждане.
През 1427 г. Мария дьо Бери дава управлението на Херцогство Бурбон на сина си Шарл. На 5 януари 1433 г. съпругът ѝ Жан I дьо Бурбон умира в Лондон и синът им го наследява под името Шарл I дьо Бурбон.
Мария дьо Бери умира през юни 1434 г. в Лион по време на пътуване до земите си в Божьо. Тя е погребана заедно със съпруга си (чиито останки са репатрирани между 1452 и 1460 г.) в Приората на Сувини, в гробницата на херцозите на Бурбон.

## В изкуството
Смята се, че Мария е изобразена на една или евентуално две миниатюри на цяла страница в Пребогатият часослов на херцог дьо Бери – богато илюстрован ръкопис, направен за нейния баща в годините след смъртта на синовете му. В илюстрацията за месец април младите благородници и жени на преден план са групирани около двойка, която се съгласява да се ожени. Според Патриша Щирнеман, позовавайки се на Сен Жан Буден, сцената, въпреки че не е рисувана до около 1410 г., изобразява годежа на Мария с Жан I дьо Бурбон през 1401 г. Реймънд Казелес оспорва това, като твърди, че двойката са племенницата на Мари Бона д'Арманяк и Шарл, херцог на Орлеан, които трябва да се оженят през 1411 г. Първомайски празник сред благородници се провежда на преден план на илюстрацията за месец май. Появяват се подробности, които потвърждават, че е представен Дом Бурбон. И Казелес, и Щирнеман вярват, че жената, която се вижда на преден план, яздеща на бял кон и носеща голяма бяла прическа, е Мария по случай брака ѝ на 21 юни 1401 г. Тези учени не са съгласни кой от придружаващите мъже е Жан дьо Бурбон. Сградите на заден план са идентифицирани по различен начин, но G. Papertiant предполага, че те са Гран Шатле, Консиержери и Часовниковата кула в Париж, а в центъра Пале дьо Ситé, където се е състояла сватбата на Мария.
Ръкопис, направен за собствена употреба на Мария и представен на нея през 1406 г., оцелява днес като BnF, fr. 926. Това е кратка колекция от християнски религиозни творби, започваща със Stimulus amoris на Бонавентура, преведена на френски от Симон дьо Курси като Traitieé de l'esguillon d'amour divine. Тя включва миниатюра на Мария и дъщеря ѝ Бона (на около 10 г. по това време), коленичили в молитва пред Дева Мария. Ръкописът сега се намира в Национална библиотека на Франция. Мария също избира около 40 ръкописа от колекцията на баща си след смъртта му, тъй като все още ѝ се дължи зестрата от 70 хил. франка от втория ѝ брак.

## Брак и потомство
Мария дьо Бери се омъжва три пъти:
∞ 1. 29 март 1386 в Катедрала „Сент Етиен“ в Бурж за Луи III дьо Блоа-Шатийон (* 1377, † 15 юли 1391, Бомон), граф на Дюноа, единствен син на Ги II дьо Блоа-Шатийон, граф на Соасон, на Блоа и на Дюноа, господар на Бомон, и на съпругата му Мария дьо Дампиер. Бракът не е консумиран.
∞ 2. 27 януари 1393 (договор), февруари 1393 в Двореца „Лувър“ в Париж за Филип д’Артоа (* 1358, † 16 юни 1397), граф на Йо, конетабъл на Франция, син на Жан д'Артоа, граф на Йо, и на Изабела дьо Мелюн, от когото има двама сина и две дъщери:
- Шарл д'Артоа (* 1394 † 1472), граф на Йо, ∞ 1. 1448 в Амиен за Жан дьо Совьоз († 1449), син на господаря на Совьоз Филип, от която няма деца 2. 1454 в Антоан за Елен дьо Мелюн († 1473), син на Жан IV дьо Мелюн, виконт на Ган, шамбелан и съветник на херцога на Бургундия, от която няма деца
- Филип д'Артоа (* 1395 † 1397)
- Бона д'Артоа (* 1396 † 1425), ∞ 1. 20 юни 1413 в Бомон за Филип II Бургундски (* декември 1389, † 25 октомври 1415), граф на Невер и на Ретел, ∞ 2. за Филип III Добрия (* 31 юли 1396; † 15 юли 1467), херцог на Бургундия
- Катрин д'Артоа (* ок. 1397 † 1420), ∞ 1416 за Жан дьо Бурбон-Каранси, господар на Каранси и Совини, родоначалник на клона Бурбон-Каранси, от когото няма деца.

∞ 3. 27 май 1400 в Париж за херцог Жан I дьо Бурбон (* март 1381, † 5 февруари 1434), бъдещ 4-ти херцог на Бурбон, син на херцога на Бурбон Луи II Добрия и на Ана д'Оверн, от когото има трима сина:
- Шарл I (* септември 1401, Клермон ан Бовези, † 4 декември 1456, Замък на Мулен), 5-и херцог на Бурбон и на Оверн от 1434 г., ∞ 17 септември 1425 за Агнес Бургундска (* 1407, † 1476), дъщеря на Жан Безстрашни, херцог на Бургундия, от която има шест сина и пет дъщери. Има трима извънбрачни сина и четири извънбрачни дъщери;
- Луи дьо Бурбон (* 1402, † 1412, Лувър ан Паризи, Вал д'Оаз), граф на Форез
- Луи I Добрия (* 1406, † 1486), граф на Монпансие от 1434 г., дофин на Оверн, граф на Клермон (1428), граф на Сансер, господар на Меркер и на Комбрай от 1426 г., родоначалник на клона Бурбон-Монпансие.